# Vologdský duchovní seminář
Vologdský duchovní seminář je vyšší vzdělávací instituce Ruské pravoslavné církve. Činnost je zaměřena na školení kleriků a církevního personálu.

## Historie
Roku 1724 byla ve Vologdě otevřena Archijerejská škola, která vznikla rozhodnutím biskupa Pavla (Vasiljeva). O rok později z důvodu nedostatku financí škola zanikla.
Roku 1730 biskup Athanasios (Paisios-Kondoidi) otevřel slovansko-latinskou školu. Později byla škola přeměněna na seminář. V dokumentech se nazývala Slovansko-latinský seminář. Tato škola byla určena pro děti duchovních a připravovala budoucí duchovní církve.
Zpočátku seminář sídlil v Archijerejském domě a později se přestěhoval do budovy, kde dnes stojí jedna z budov Technické univerzity.
Roku 1918 došlo ke zrušení semináře ze strany sovětských úřadů. Stejného roku byly zřízeny pastorační kurzy, které fungovaly do počátku 20. let.
V letech 1921–1924 fungovala ve Vologdě pastorační škola.
Dne 25. října 1990 Svatý synod rozhodl o zřízení duchovního učiliště, které bylo 25. prosince 2014 přeměněno na duchovní seminář.

## Fakulty
- Fakulta biblistiky a bohosloví
- Fakulta církevně historických disciplín
- Fakulta humanitních a přírodních věd